# Mystroppia sellnicki
Mystroppia sellnicki är en kvalsterart som beskrevs av Balogh 1959. Mystroppia sellnicki ingår i släktet Mystroppia och familjen Oppiidae. Inga underarter finns listade i Catalogue of Life.